# Riza Sapunxhiu
Riza Sapunxhiu (Pejë (Kosovo), 15 maart 1925) is een Joegoslavisch politicus van Kosovaarse Albanese afkomst, van de partij Liga van Communisten van Kosovo (Savez Komunista Kosovo (i Metohija), SKK), de toen enige politieke partij van Kosovo. Daarnaast was hij econoom.
Hij diende als vice-Voorzitter en Voorzitter van de Uitvoerende Raad, vergelijkbaar met premier, (van 1980 tot 1982) van de Socialistische Autonome Provincie Kosovo en werd later vertegenwoordiger in het Joegoslavische presidentschap. Als premier van Kosovo leidde hij een Kosovaarse delegatie in een historisch bezoek aan Albanië. Dit opende de weg voor nauwe relaties tussen het land en de Joegoslavische gemeenschap. Bahri Oruçi ging hem voor als premier en zijn opvolger was Imer Pula.
In 1982 trad Sapunxhiu toe als functionaris van de Wereldbank.